# نلی مدن
نلی مدن (اسپانیایی: Nelly Meden‎؛ ۱۴ مارس ۱۹۲۸ – ۷ نوامبر ۲۰۰۴) بازیگر اهل آرژانتین بود.
از فیلم‌ها یا برنامه‌های تلویزیونی که وی در آن نقش داشته است، می‌توان به کنت مونت کریستو اشاره کرد.